# تونی ویرل
تونی ویرل (فرانسوی: Tony Vairelles‎؛ زادهٔ ۱۰ آوریل ۱۹۷۳) بازیکن سابق فوتبال اهل فرانسه است.
از باشگاه‌هایی که در آن بازی کرده‌است می‌توان به باشگاه فوتبال المپیک لیون، باشگاه فوتبال نانسی، باشگاه فوتبال لانس، باشگاه فوتبال لیرسه، باشگاه فوتبال بوردو، باشگاه فوتبال رن، باشگاه فوتبال باستیا، باشگاه فوتبال لانس، باشگاه فوتبال باستیا، باشگاه فوتبال اف۹۱ دودلانژ، و باشگاه فوتبال لانس اشاره کرد.
وی همچنین در تیم ملی فوتبال فرانسه بازی کرده‌است.